# Пројекат X
Пројекат X (енгл. Project X) америчка је тинејџерска филмска комедија снимљена техником пронађеног снимка из 2012. године. Прати три пријатеља — Томаса (Томас Мен), Косту (Оливер Купер) и Џеј-Бија (Џонатан Данијел Браун) — који покушавају да стекну популарност приређујући журку, која убрзо ескалира ван њихове контроле.
Приказан је 2. марта 2012. године у Сједињеним Америчким Државама, односно 12. априла у Србији. Добио је позитивне рецензије критичара и зарадио преко 100 милиона долара. Након почетка приказивања, инциденти великих журки су спомињали или окривљавали филм као инспирацију.

## Радња
Тројица средњошколаца праве велику рођенданску журку, у нади да ће тако коначно постати популарни у школи и изаћи из анонимности. Имали су наивну замисао: да направе журку коју нико неће заборавити, али нико није могао да наслути шта се спрема. Током вечери, ствари измичу контроли када превише људи сазнаје за журку, они се поново рађају као легенде, али то повлачи и долазак полиције на забаву.

## Улоге
| Глумац                | Улога     |
| --------------------- | --------- |
| Томас Мен             | Томас Каб |
| Оливер Купер          | Коста     |
| Џонатан Данијел Браун | Џеј-Би    |
| Кирби Блис Блантон    | Кирби     |
| Дакс Флејм            | Дакс      |
| Брејди Хендер         | Еверет    |
| Ник Нервис            | Тајлер    |
| Алексис Кнап          | Алексис   |